# 4 Staszice
4 Staszice – dukat lokalny wyemitowany w lutym 2009 przez Fundację dla AGH w ramach akcji promocyjnej miasta w ramach obchodów 90-lecia Akademii Górniczo-Hutniczej im. Stanisława Staszica w Krakowie.
Monetę wyemitowano w dwóch wersjach:
- 4 Staszice (mosiądz) – 30 000 sztuk, średnica 27 mm, cena 4 zł, wymienialne;
- 4 Staszice (srebro) – 1000 sztuk, średnica 32 mm, cena 160 zł, niewymienialne.

Producentem dukatów jest Mennica Polska S.A. Zaprojektował je Witold Nazarkiewicz.
Zgodnie z regulaminem akcji posługiwanie się wizerunkiem dukata 4 Staszice, jak i poszczególnymi jego elementami, wymaga każdorazowo uzyskania zgody Fundacji dla Akademii Górniczo-Hutniczej im. Stanisława Staszica w Krakowie.